# Chris Eubank Jr.
Christopher Livingstone "Chris" Eubank Jr. (født 18. september 1989 i Hove, East Sussex i England) er en britisk professionel bokser. Han har været indehaver af IBO-super-mellemvægt-titlen siden februar 2017 og har tidligere været WBA-interim og britisk mellemvægt-mester mellem 2015 og 2016. Han er nuværende deltager i verdens-turneringen World Boxing Super Series hvor han i sin første kamp knockoutede tyrkiske Avni Yildirim i 3. omgang. I oktober 2017 er Eubank Jr. rangeret som verdens bedste super-mellemvægter på BoxRec og synvende pladsen på The Ring magazine. Han er søn af den tidligere 2-vægtklasses verdensmester Chris Eubank.

## Tidlige liv og uddannelse
Eubank blev født Hove, East Sussex, søn af Chris Eubank og Karron Suzanne Stephen Martin. Han var studerende på Brighton College. Eubank medvirkede også sammen med sin far i Reality-tv-serien At Home with the Eubanks.
I en alder af 16 flyttede Eubank og hans bror Sebastian til USA for at leve sammen med en værge ved navn Irene Hutton. Det blev forklaret af deres mor Karron som "blot papirarbejde" og gjort for at gøre dem i stand til at få dobbelt statsborgerskab uden at skulle gifte sig og forøge deres muligheder for en sports-karriere.

## Amatørkarriere
Eubank Jr. startede sin amatørkarriere i 2007. I sin sjette sejr blev han Amatør Golden Glove-mester for staten Nevada i sin vægtklasse på 165 pund. Med sin ottende amatørkamp blev han Amateur Golden Glove-mester for de vestlige stater i USA i sin vægtklasse. Eubank var 1-1 i National Golden Gloves i 2008. Han afsluttede sin amatørkarriere med en rekordliste på 24-2.

## Professionel karriere

### Tidlig karriere
Efter en succesfuld amatørkarriere, hvor Eubank vandt Nevada Golden Gloves, blev Eubank hurtigt professionel i 2011 og underskrev med promotor Mick Hennessy. Han blev trænet af Ronnie Davies og sin far. I løbet af de næste tre år opnåede Eubank en rekordliste på 18-0 med 13 knockouts.

### Karriere fra 2014–15

#### Eubank Jr. vs. Saunders
Som professionel mistede Eubank Jr. sin ubesejrede rekordliste, da hantabte en tæt split decision til Billy Joe Saunders i London den 9. november 2014 på ExCel Arena. Kampen gik tiden ud, hvor Saunders styrede de første seks omgang, hvor Eubank Jr. for det meste var inaktiv, hvilket gjorde at mange spekulerede over at han var forsigtig på grund af nervøsitet og 'sceneskræk' da det var hans første store titel i løbet af sin professionelle karriere. Trods dette overtog Eubank kampen fra 7. omgang med mange flere slag, hvilket resulterede i at de 2 unge boksere gik i slagsmål og delte hårde træffere gennem resten af kampen. I tolvte omgang gik Eubank efter knockouten, men kunne ikke få det. Den tidlige inaktivitet viste sig at være afgørende, da Saunders sejrede, med dommerstemmerne 115-114, 115-113 og 113-116.

#### Eubank Jr. vs. Chudinov
Den 30. december 2014 meddelte Frank Warren at Eubank Jr. skulle i kamp mod ubesejrede russiske bokser og mellemvægtsmesteren Dmitry Chudinov (14-0-2, 9 KOs og den eneste, der har slået danske Patrick Nielsen) 28. februar 2015 på O2 Arena i London på underkortet til Tyson Fury vs Christian Hammer.Eubank Jr. scorede en 12. omgangs TKO sejr over Chudinov og Eubanks indsats gav ham WBA Interim-mellemvægts-titlen. På tidspunktet hvor kampen blev standset var Eubank Jr. foran på alle tre dommersedler med 106-103, 108-101, 107-102. I 2. omgang forårsagede et utilsigtet sammenstød af hoveder en flænge over Chudinovs venstre øje. Eubank Jr. brugte resten af kampen på at ramme med hårde slagkombinationer og nedbrød Chudinov. Efter sejren, efterspurgte Eubank Jr., en revanchekamp med Saunders, "Dette resultat er indfrielse, og jeg er tilbage. Og jeg vil have denne rematch, Billy Joe Saunders. Jeg kommer efter dig.""

### British middleweight champion

#### Eubank Jr. vs. Blackwell
Den 26. marts 2016 i Wembley Arena besejrede Eubank Jr. Nick Blackwell og vandt det britiske mellemvægts-mesterskab. Han dominerede kampen til det punkt hvor hans træner, sin far, Chris Eubank begyndte at anmode kamplederen om at stoppe kampen. Efter den ottende runde bad den ældre Eubank Eubank Jr. om at stoppe med at slå Blackwell i hovedet. Dommeren stoppede endelig kampen 2:21 minutter inde i 10. omgang og tildelte Eubank Jr. sejren og titlen via TKO.Blackwell blev taget til hospitalet med en blødning i hjernen, og blev lagt i et medicinsk induceret koma så han kunne behandles.

#### Eubank Jr. vs. Abraham
Rapporter kunne den 1. juni 2017, fortælle at Eubank Jr. ville vende tilbage i juli 2017 og forsvare sin IBO super-mellemvægts-titel mod tidligere verdensmester Arthur Abraham (46-5, 30 KOs) i London. Det antages, at Eubank Jr. blev tilbudt i omkring £3 millioner for kampen.De to mulige datoer blev diskuteret til den 15. og 22. juli. På det tidspunkt, hvor kampen blev drøftet, var Abraham den obligatoriske udfordrer til WBO-titlen, der tilhørte Gilberto Ramírez Gilberto Ramirez, der besejrede Abraham i april 2015.Det blev betragtet som Eubank Jr.s største kamp siden hans tab til Saunders i 2014. Den 5. juni blev det bekræftet, at kampen ville finde sted i Wembley Arena den 15. juli og vist på ITV Box Office i England.
Eubank Jr. vandt via en enstemmig afgørelse med scoren 120-108, 120-108 og 118-110. Abraham havde lidt at tilbyde, hovedsagelig i forsvarstilstand som Eubank Jr. konstant ramte og udboksede ham.

### World Boxing Super Series
Den 7. juli 2017 meddelte World Boxing Super Series, at vinderen af Abraham og Eubank Jr. ville deltage i super-mellemvægt-knockout-turneringen. 

#### Eubank Jr. vs. Yildirim
Til udtræknings-gallaet i Monte Carlo den 8. juli, valgte Chris Eubank Sr., der repræsenterede både Abraham og Eubank Jr. den ubesejrede tyrkisk udfordrer Avni Yildirim (16-0, 10 KOs).Kampen blev bekræftet efter Eubank Jr.s ensidede sejr over Abraham. Promotor Kalle Sauerland sagde at officiel bekræftelse af et sted og dato ville blive annonceret i de kommende uger. Den 8. august blev det meddelt, at kampen skulle finde sted den 7. oktober på Hanns -Martin-Schleyer-Halle i Stuttgart, Tyskland, hvilket gjorde det til anden gang at Eubank Jr. ville bokse uden for Storbritannien siden han blev professionel. Eubank Jr. brugte sin håndhastighed og power shots for at stoppe Yildirim i 3. omgang i deres kamp for at bekræfte sin plads i semifinalerne af turneringen. Yildirim blev tvunget til at tage et knæ i åbningsrunden, da Eubank Jr. ramte med en stor uppercut. Yildirim var ikke svært at ramme da han lænede sig forover mens han angreb. Kampen sluttede efter en slagserie, som var ubesvarede, og det sidste slag var en venstre til hovedet, som væltede Yildirim. Dommer Leszek Jankowiak stoppede kampen uden at tælle, mens Yildirim forsøgte at rejse sig op. Nogle af medierne og eksperterne følte, at stoppet var for tidligt, og Yildirim var ved at komme sig, men nogle følte sig som om han havde taget for mange slag til hovedet. Ved ringside efter kampen fortalte Eubank Jr ITV: "Jeg er her for at dominere denne turnering. Jeg sender en besked ud, jeg kommer." Eubank Jr. landede 59 af sine 201 affyrede slag (29 %), mens Yildirim landede 23 af 91 slag (25 %). Før kampen udbrød der et stort slagsmål blandt tilskuerne.